# Eurídice (filha de Lisímaco)
Eurídice foi uma filha do rei da Trácia Lisímaco e esposa do rei Antípatro II da Macedónia.

## Contexto histórico
Seu marido era filho de Cassandro. Cassandro se casou com Tessalônica, filha de Filipe II  ou filha de Filipe Arrideu.
Os filhos de Cassandro foram Felipe IV, Alexandre V e Antípatro II.

## Rainha da Macedônia
Dos filhos de Cassandro, Filipe IV, o mais velho, foi o primeiro a reinar, mas morreu logo depois do seu pai. Antípatro II, o filho mais novo, assassinou a própria mãe Tessalônica, que favorecia Alexandre V, e fugiu para Lisímaco.
Alexandre V, resolvido a vingar sua mãe, procurou a aliança de Demétrio Poliórcetes, filho de Antígono Monoftalmo, enquanto que Lisímaco, preocupado com Demétrio, convenceu Antípatro II, seu genro, a fazer as pazes com o irmão.
Demétrio tomou o trono da Macedónia, e convenceu os Macedónios de sua legitimidade, por ser mais experiente, por seu pai ter sido um general de Filipe e Alexandre, por Antípatro, avô de Antípatro II e Alexandre V, ter sido um governador muito cruel e por Cassandro ter exterminado a família real, não poupando nem mulheres nem crianças. Segundo Eusébio de Cesareia, Demétrio Poliórcetes matou Alexandre V.

## Fim do reinado de Antípatro II
Lisímaco, preocupado com a guerra com Doricetes, um rei da Trácia, fez a paz com Demétrio, abdicando da metade da Macedónia, que pertencia ao seu genro. Apesar de Antípatro II ser casado com uma filha de Lisímaco, Eurídice, este o executou, e colocou sua filha, que estava reclamando, na prisão.
Segundo Juniano Justino, toda a casa de Cassandro pagou por seus crimes contra Alexandre, o Grande, por suicídio, terem a descendência destruída, mortes violentas, outros sofrimentos ou derramarem o sangue uns dos outros.